# Сысоев, Валентин Борисович
Валентин Борисович Сысоев (23 мая 1948 года) — российский футбольный тренер.

## Биография
В 1980 году по инициативе Сысоева на заводе по ремонту электротехнического оборудования (РЭТО «Мосэнерго») была создана футбольная команда, в которую входили работники РЭТО и специалисты других предприятий системы Мосэнерго. В 80-е годы команда принимала участие в городских соревнованиях, а в 1991 году выступила в Кубке СССР среди КФК, где дошла до четвертьфинала. В декабре 1991 года основан профессиональный футбольный клуб «Мосэнерго», который стал одним из учредителей и членов образованной в 1992 году Профессиональной футбольной лиги..
Валентин Сысоев был бессменным наставником «Мосэнерго» в первенствах России. Под его руководством команда провела в них 510 матчей, в которых смогла одержать 235 побед.

## Достижения
- Серебряный призёр 3-й зоны третьей лиги: 1996
- Чемпион Москвы: 1990, 1991
- Бронзовый призёр чемпионата Москвы: 1989
- Чемпион Красногвардейского района Москвы: 1982—1988, 1990
- Обладатель Кубка Красногвардейского района Москвы